# 1562
Năm 1562 (số La Mã: MDLXII) là một năm thường bắt đầu vào thứ năm trong lịch Julius.

## Sinh
- 12 tháng 1 - Charles Emmanuel I, Công tước xứ Savoy (mất 1630)
- 13 tháng 1 - Mark Alexander Boyd, nhà thơ người Scotland và người lính của tài sản (mất 1601)
- 20 tháng 1 - Ottavio Rinuccini, nhà soạn nhạc người Ý (mất 1621)
- Tháng tư / tháng - Jan Pieterszoon Sweelinck, nhà soạn nhạc Hà Lan (mất 1621)
- 6 tháng 5 - Pietro Bernini, nhà điêu khắc người Ý (mất 1629)
- 25 tháng 7 - Katō Kiyomasa, samurai của Nhật Bản (mất 1611)
- 17 tháng 8 - (rửa tội) - Hans Leo Hassler, nhà soạn nhạc người Đức (mất 1612)
- 4 tháng 10 - Christian Sorensen Longomontanus, nhà thiên văn học Đan Mạch (mất 1647)
- 19 tháng 10 - George Abbot, [Đức Tổng Giám mục [của Canterbury]] (mất 1633)
- 25 tháng 11 - Lope de Vega, nhà thơ và nhà viết kịch Tây Ban Nha (mất 1635)
- Ngày chưa biết'
  - Isabella Andreini, nữ diễn viên người Ý (mất 1604)
  - John Bull, nhà soạn nhạc người Anh (mất 1628)
  - Henry Constable, nhà thơ người Anh (mất 1613)
  - Samuel Daniel, nhà thơ người Anh và lịch sử (mất 1619)
  - Francis Godwin, nhà văn người Anh và giám chức (mất 1633)
  - Juan de Jáuregui, người đã cố gắng ám sát William I của Orange (mất 1582)
  - Natsuka Masaie, daimyo Nhật Bản (mất 1600)
  - Richard Neile, tiếng Anh cực trong nhà thờ (mất 1640)
  - Penelope Blount, Countess của Devonshire (mất 1607)
  - Henry Spelman, nhà khảo cổ An (mất 1641)
  - Maeda Toshinaga, nhà quý tộc Nhật Bản (mất 1614)
  - Cornelis van Haarlem, họa sĩ Hà Lan (mất 1638)
  - Xu Guangqi, nhà nông học, nhà thiên văn học, và nhà toán học Trung Quốc (mất 1633)